# Hermann Weber (Homophilenaktivist)
Hermann Weber (* 29. September 1882 in Offenbach am Main; † 20. August 1955 in Frankfurt am Main) war ein Vereinsaktivist der Homophilenbewegung und Industrieller.

## Leben und Wirken
Weber wurde als Sohn eines Offenbacher Brauereibesitzers und dessen Ehefrau, einer gebürtigen US-Amerikanerin, geboren. Nachdem Weber eine kaufmännische Lehre abgeschlossen hatte, arbeitete er in Offenbach als Bankangestellter. Mit seinem Lebenspartner Paul Dalquen lebte er ab 1914 in einem gemeinsamen Haushalt zusammen.
1914 war Weber auch in Kontakt mit Magnus Hirschfeld und dessen  Wissenschaftlich-humanitärem Komitee getreten. Diesen verehrte er zeit seines Lebens als eine Persönlichkeit, die einen unschätzbaren Beitrag für die Emanzipation der  Homosexuellen geleistet habe.
Ab 1921 leitete Weber Leiter die Frankfurter Ortsgruppe des WhK; dabei organisierte er etwa wissenschaftliche Vorträge. Im Jahr 1922 wurde Weber zusätzlich zum Obmann des WhK gewählt und wandte sich infolge „an hochstehende Persönlichkeiten aus Wissenschaft, Kultur und Politik, um deren Stimme im Kampf der Homosexuellen gegen die rechtliche Ungleichbehandlung zu gewinnen.“
In den 1920er-Jahren engagierte sich das Männerpaar auch im sogenannten Nerother Wandervogel. Dort begegneten sie einem Jungen, den sie Ende der 1920er-Jahre in ihren Haushalt aufnahmen; später adoptierte Dalquen diesen. Der junge Mann wurde somit „Teilhaber im Geschäft seiner beiden ‚Väter‘.“ So schreibt Wolfert: „Für seine 1946 geborene Tochter war die Beziehung zwischen ‚Onkel Hermann‘ und ‚Onkel Paul‘ etwas ‚ganz Normales‘. Den Terror der Nazi-Zeit scheint die ‚queere Familie‘ W.-Dalquen glimpflich überstanden zu haben. Über den Lebenswandel der drei Männer zwischen 1933 und 1945 ist aber kaum etwas bekannt. […] Auch in erhaltenen Briefen an die befreundeten Schriftsteller Kurt Hiller (1885–1972) und Peter Martin Lampel (1894–1965) teilte W. wenig über seine Erlebnisse während des Nationalsozialismus mit. Nur einmal schrieb er, sein Lebenspartner und er seien einst ‚wie durch ein Wunder‘ der Verhaftung entgangen. Bei einer Hausdurchsuchung habe die Gestapo alle ‚einschlägigen‘ Bücher konfisziert, darunter sämtliche Jahresberichte des WhK sowie die Bücher Hillers und Lampels.“
Da Dalquen 1931 den väterlichen Eisenkonstruktionsbetrieb in Frankfurt übernahm, arbeitete Weber fortan dort als Buchhalter und die „beiden Männer bauten den Betrieb in der Mainzer Landstraße 150 beträchtlich aus“. Selbst während des  Zweiten Weltkriegs liefen die Geschäfte gut, bis die Fabrik und die Mietshäuser des Paares von Bomben der Alliierten zerstört wurden.

„Einen Schicksalsschlag stellte erst gegen Kriegsende die Zerstörung ihrer Fabrik und ihrer Mietshäuser im Zuge alliierter Bombenangriffe dar. Als schließlich ihr Wochenendhaus in Oberreifenberg/Taunus 1947 beschlagnahmt wurde, gingen sie daran, sich in Ffm. eine ‚Notwohnung‘ einzurichten und ihre Bauschlosserei wieder aufzubauen. In dieser Zeit fühlte sich der inzwischen über 60-jährige W. ‚müde und verbraucht‘, und er dachte häufiger ans Sterben. Die letzten Jahre seines Lebens war er auf ständige Hilfe durch seinen Partner angewiesen. Insbesondere nachdem er um den Jahreswechsel 1952/53 zwei Herzanfälle erlitten hatte, verschlechterte sich sein Gesundheitszustand zunehmend.“

Als sich im Jahr 1949 „mit dem Verein für humanitäre Lebensgestaltung (VhL)“ in Frankfurt am Main „eine erste Organisation für Homosexuelle nach dem Zweiten Weltkrieg bildete, war W. erneut bereit, seinen ‚guten Namen‘ zu riskieren, um den auch in der Bundesrepublik Deutschland nach wie vor gültigen (und 1935 erheblich verschärften) Paragraphen 175 StGB zu Fall zu bringen.“ An Kurt Hiller schrieb er, „er hoffe, ‚noch ein paar Jahre an dem wieder auflebenden Kampf um unser Recht teilnehmen zu können‘. “ Weber wurde zum Ehrenvorsitzenden ernannt. Erster Vorsitzender des VhL wurde Heinz Meininger. Im Gegensatz zu seinen Mitstreitern verteidigte Meininger allerdings „in der frühen Nachkriegszeit die Bedürfnisse homosexueller Männer nach Geselligkeit, Unterhaltung und Selbstentfaltung und bot ihnen in Form eines Vereins und einer Mitgliederzeitschrift Raum. Dabei erlangte er überregionale Bedeutung.“ Rasch wuchs der Verein auf 120 Mitglieder an. Zunächst traf man sich im Frankfurter Lokal „Kleist-Casino“ in der Großen Bockenheimer Straße.
Weber lernte im VhL auch Hans Giese kennen, der sich ab 1949 mit der Gründung eines Frankfurter Instituts für Sexualforschung an Magnus Hirschfeld anknüpfen wollte. Dazu ließ Giese auch das WhK wiederbeleben. Weber wurde Präsident dieses WhKs der unmittelbaren Nachkriegszeit, überwarf sich aber bald mit dessen Gründer:

„Bereits als sich Giese 1950 öffentlich für ein Jugendschutzalter von 21 Jahren für Männer bei gleichgeschlechtlichen Sexualkontakten aussprach (während W. sich für ein allgemeines Jugendschutzalter von 16 Jahren einsetzte, das für Männer wie Frauen gleichermaßen gelten sollte), erklärte W. dies als „Unsinn“. Als Giese, der selbst homosexuell war, dann auch noch die Homosexualität als „Funktionsstörung“ bezeichnete, war für W. das Maß voll, und er bat Giese, ihn vom Amt des WhK-Präsidenten zu entbinden.“

Bei einer geselligen Zusammenkunft im Vereinslokal des VhL kam es 1949 zu „einer massiven Polizeiaktion gegen das ‚Kleist-Casino‘ […]. Nachdem das Lokal von etwa 60 amerikanischen und deutschen Polizisten umstellt worden war, gingen Uniformierte mit vorgehaltenen Waffen und unter dem Aufgebot von 16 Fotografen von Tisch zu Tisch, um alle Anwesenden fotografieren zu lassen.“ Weber legte zusammen mit Heinz Meininger und dem Wirt des „Kleist-Casinos“ eine Beschwerde gegen die Aktion beim Frankfurter Polizeipräsidenten Willy Klapproth ein. Weber und sein Lebenspartner Dalquen waren der Polizeiaktion indes knapp entgangen, da sie „nur wenige Minuten vor dem Eintreffen der Polizei“ die Räumlichkeiten verlassen hatten.
Laut Raimund Wolfert stellte sich dieses „Vorgehen der Polizei gegen die Besucher des ‚Kleist-Casinos‘ wie ein Auftakt zu den“ Frankfurter Homosexuellenprozessen 1950/1951 dar, welche die Frankfurter Staatsanwaltschaft über die Instrumentalisierung des Strichjungen Otto Blankenstein initiierte. Es kam zu etwa 240 polizeiliche Ermittlungen gegen 280 Männer, denen man homosexuelle Handlungen vorwarf. Ca. 100 Männer wurden verhaftet. Es sollen über 700 mutmaßlich homosexuelle Männer vernommen worden sein.
Wohl auch aufgrund des daraus resultierenden Rückzugs vieler Homosexueller aus der Subkultur geriet der VhL in eine tiefe Krise, sodass ihm Ende des Jahres 1950 weniger als 40 Mitglieder angehörten. Auch auf dieser Grundlage schlussfolgert Raimund Wolfert:

„Die meisten Verbindungslinien zwischen der organisierten ‚Homophilenbewegung' des Ffter Raums und der  Prozesswelle sind unklar. Es hat fast den Anschein, als hätten sich die Aktivisten im Kampf gegen Ronimis Strafkammer zurückgehalten und seien ‚abgetaucht', um selbst nicht in die ‚Schusslinie' zu geraten.“

1952 eröffnete Weber im Rahmen einer Rede „den zweiten Kongress für sexuelle Gleichberechtigung des in den Niederlanden gegründeten International Committee for Sexual Equality (ICSE)“, der in den Räumlichkeiten der Frankfurter Universität stattfand und verfasste in Kooperation mit Heinz Meininger „ein Memorandum an die Abgeordneten des Deutschen Bundestages“. In diesem forderten die beiden Aktivisten, diskriminierende Strafgesetze gegen Homosexualität aufzuheben bzw. zu ändern. Das Memorandum blieb erfolglos.

## Persönlichkeit
Laut Raimund Wolfert war Weber, dessen „Kampfgeist […] bis kurz vor seinem Lebensende ungebrochen“ geblieben sei, in ideologischer Hinsicht ein Vertreter „der Generation homosexueller Männer“, „die weniger provozieren, sondern ‚nett‘ und ‚freundlich‘ bleiben wollten“:

„W. war kein Intellektueller und auch kein Theoretiker, für ihn war „Anständigkeit“ ein zentraler Wert. W.s große Leistung im Kampf um die rechtliche Gleichstellung der homosexuellen Minderheit liegt darin, dass er diesen Kampf sowohl vor 1933 als auch nach 1945 im Einklang mit seinen Mitmenschen und gesellschaftlichen Autoritäten – anderen gleichgeschlechtlich empfindenden Männern sowie Juristen, Ärzten und Vertretern von Polizei und Politik – führte. W. zeichnete sich dabei weniger durch Spontaneität und Sprunghaftigkeit aus als vielmehr durch Ausdauer, Gleichmut und Geduld. Er suchte nicht die Konfrontation, sondern den Konsens und das Miteinander.“